# Rua da Aurora
A rua da Aurora é um logradouro da cidade brasileira do Recife, capital de Pernambuco. Está situada na margem esquerda do rio Capibaribe e, no seu trecho final, na margem direita do rio Beberibe.
Tem início na Ponte da Boa Vista, terminando na Ponte de Limoeiro, no local onde se inicia a Avenida Norte em Santo Amaro.
Tem este nome porque todas as suas casas são voltadas para o leste, o nascente.

## História
O local antigamente era um terreno pantanoso, de propriedade particular.
Em 1806 o local foi aterrado e foi construída a rua da Aurora. Após a Lei do Ventre Livre, teve o nome modificado para Rua Visconde do Rio Branco, mas voltou ao antigo nome, como ficou conhecida: Rua da Aurora, seu nome oficial.

## Edificações
A Rua da Aurora e suas edificações dão prova de como um patrimônio bem conservado é causa de proteção e segurança.
Toda a edificação da Rua da Aurora fica voltada para o nascente.
Ficam na Rua da Aurora:
- Cinema São Luiz, a mais antiga casa de projeção do Recife;[9][nota 1]
- Museu de Arte Moderna Aloísio Magalhães - MAMAM;
- Ginásio Pernambucano;
- Assembléia Legislativa de Pernambuco;
- Companhia Pernambucana de Saneamento (COMPESA);
- Clube Almirante Barroso;
- Garagem de remo do Clube Náutico Capibaribe;
- Instituto Tavares Buril.
- Banco Central.
- Secretaria de Planejamento e Gestão de Pernambuco
- Sede da TV Globo Pernambuco

## Galeria

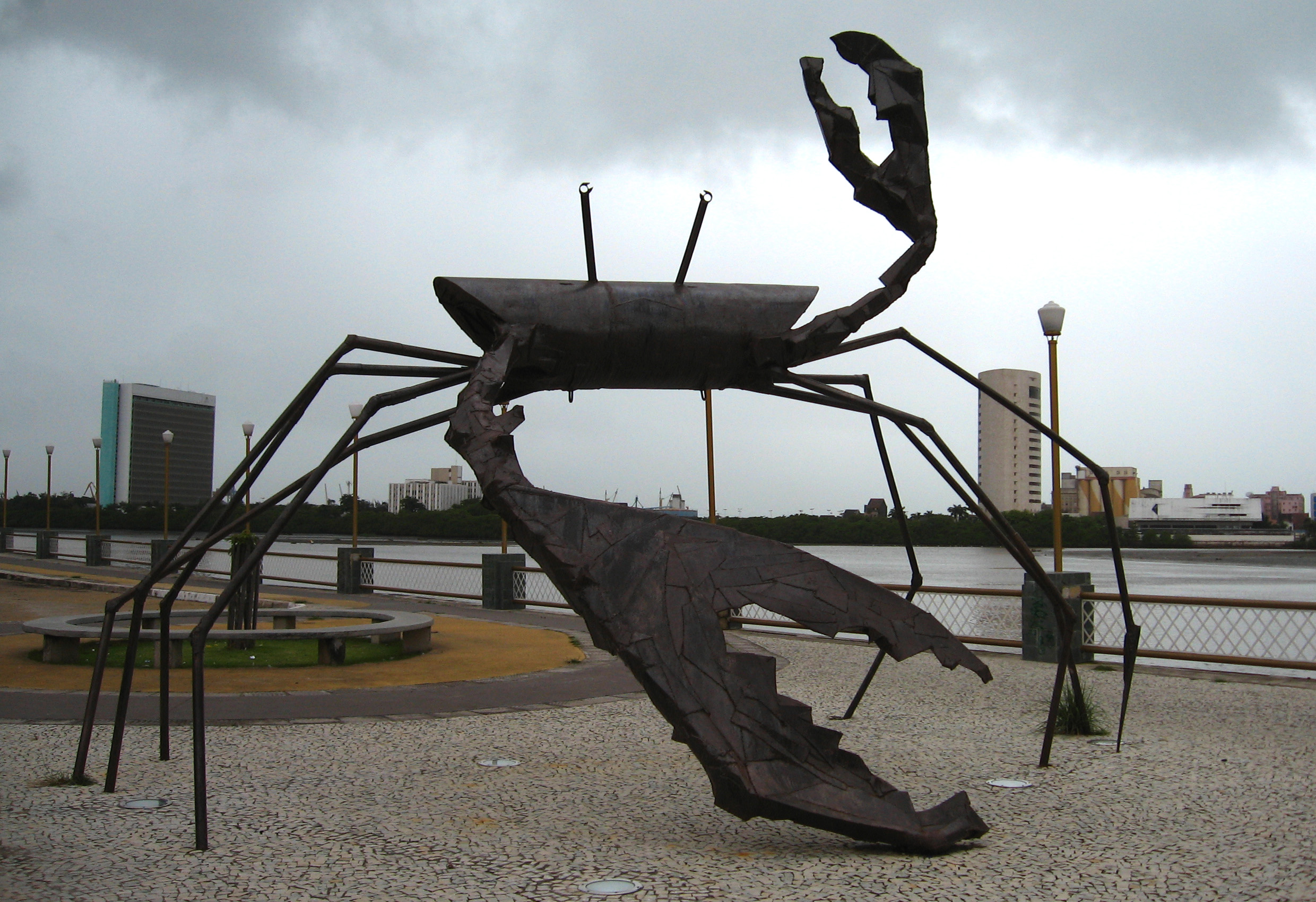
o Caranguejo representa o gênero musical Manguebeat surgido na Década de 1990 por Chico Science & Nação Zumbi.
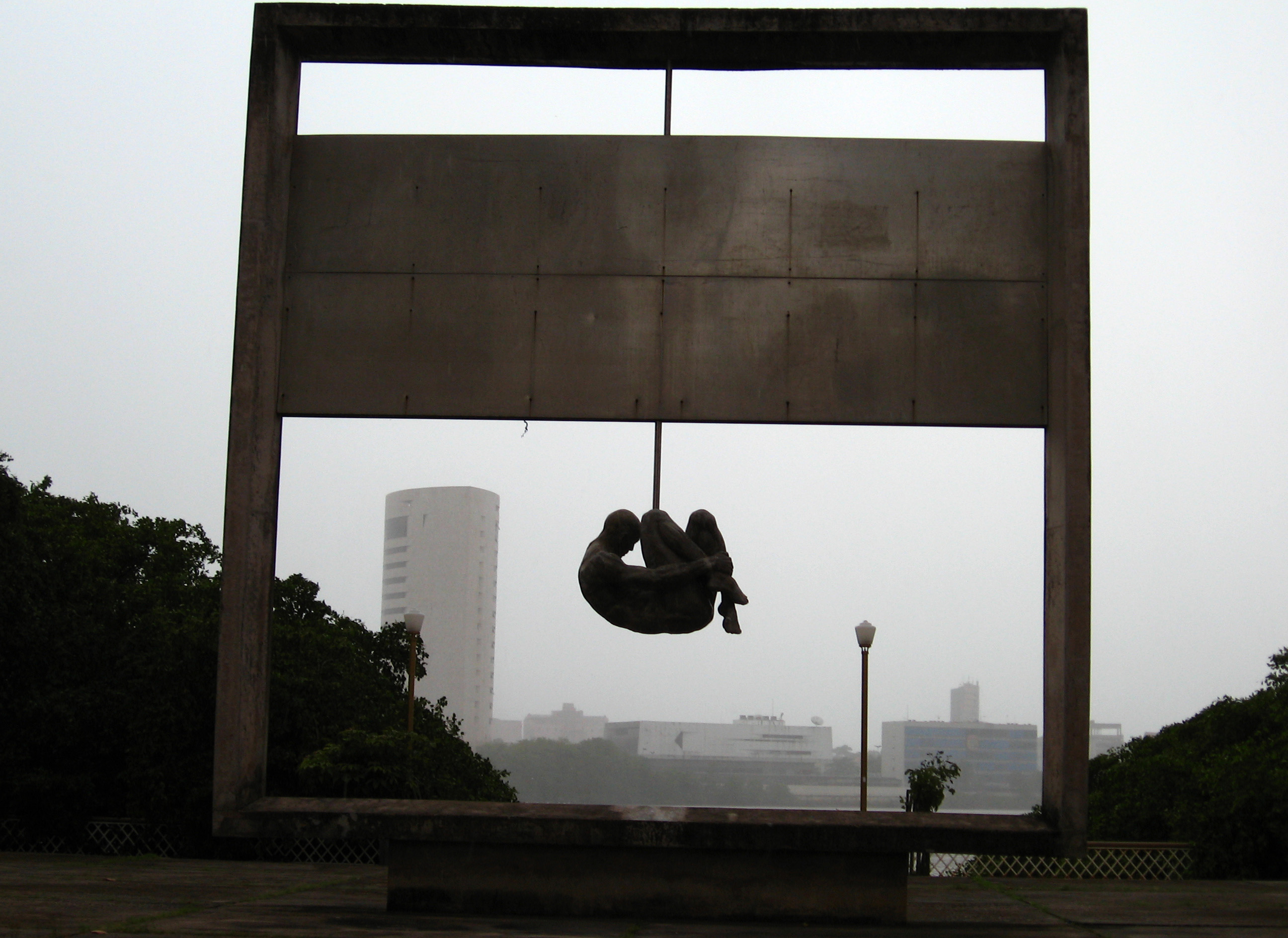
Fotografia Monumento Tortura Nunca Mais, 2007.
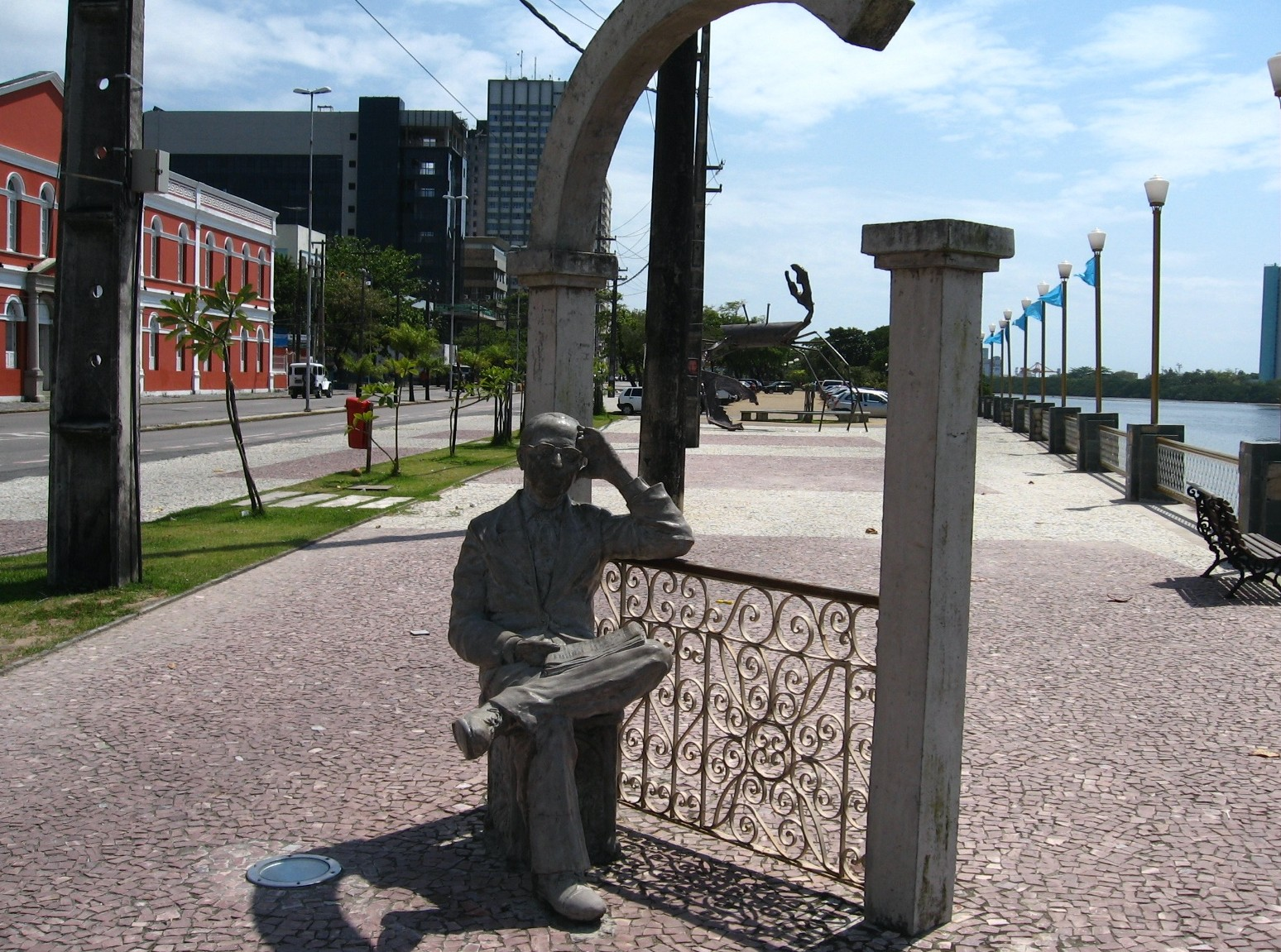
Manuel Bandeira no Circuito de Poesia concedido a escritores, contistas e cantores.
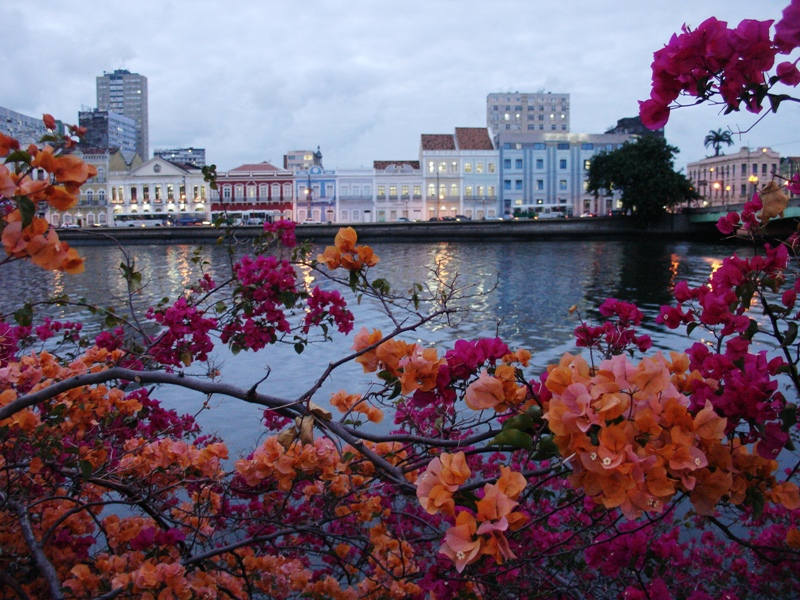
Vista da Rua da Aurora.
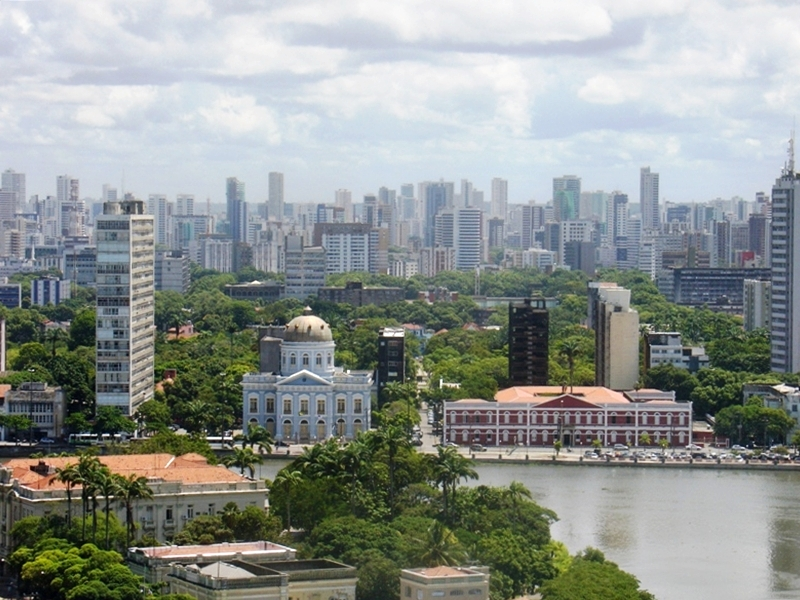
Rua da Aurora vista do bairro do Recife.
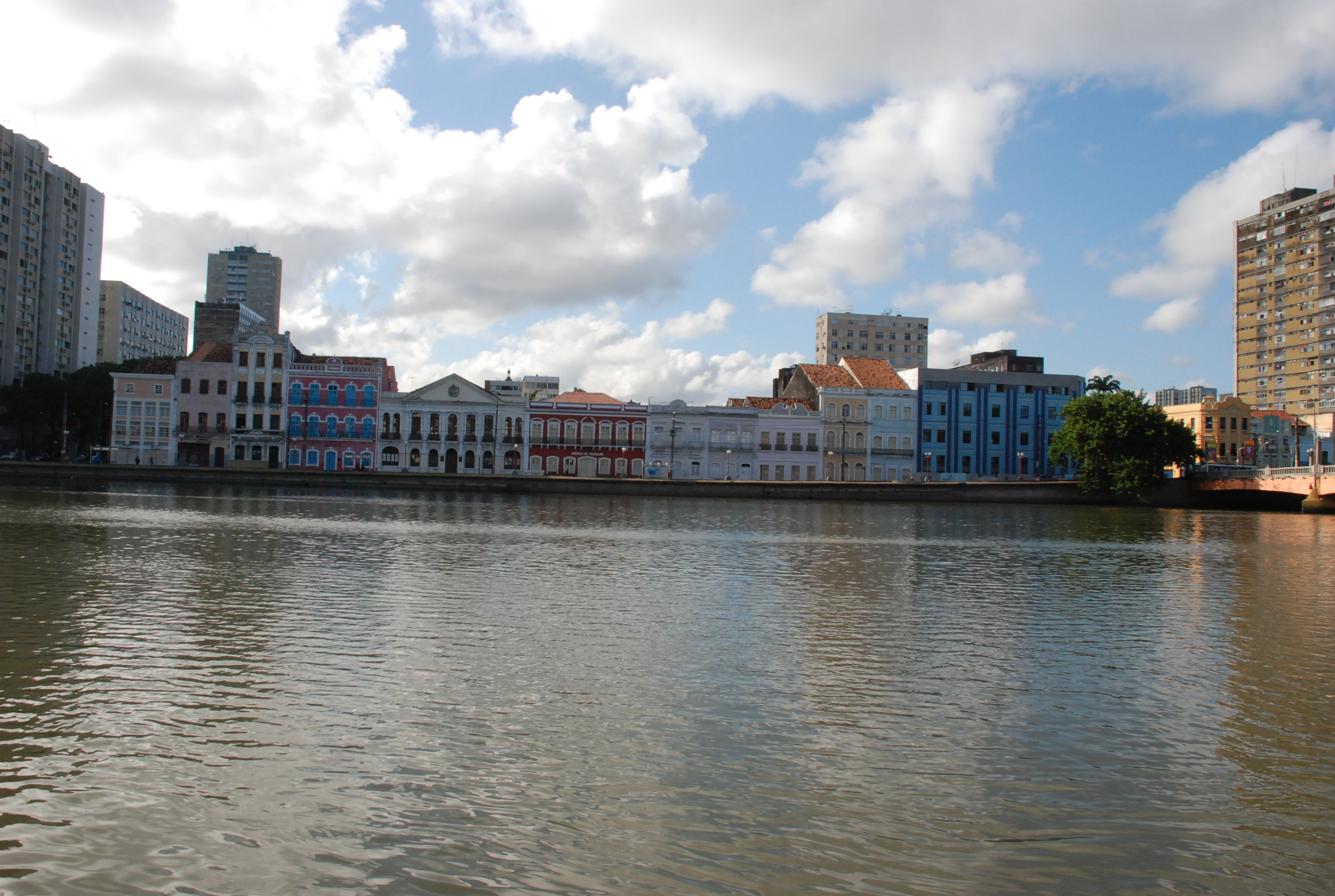
Casario da Rua da Aurora.

### Antigas edificações
A Rua da Aurora já abrigou:
- Sorveteria Gemba;
- Clube Internacional do Recife;
- Secretaria de Segurança Pública de Pernambuco;
- Prefeitura do Recife.